# István Dobi

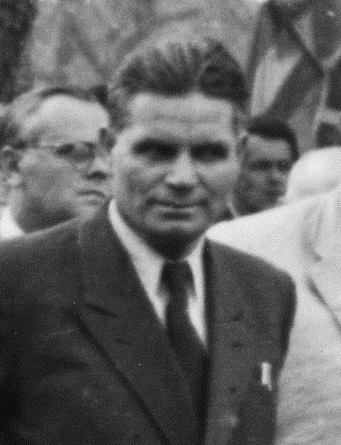
István Dobi

István Dobi, född 31 december 1898, död 24 november 1968, var en ungersk politiker. Han var landets premiärminister 1948–1952 och president 1952–1967.
Ursprungligen var Dobi med i arbetarrörelsen, men han slöt sig 1935 till oberoende småbrukarpartiet. Han var med i motståndsrörelsen under andra världskriget, och satt i regeringen från 1945. Åren 1947–1949 var han småbrukarpartiets ordförande, innan partiet omvandlades till ett kommunistiskt stödparti. Han var premiärminister 1948–1952 och ordförande för presidiet i nationalförsamlingen (statsöverhuvud) 1952–1967. Han gick över till kommunistpartiet och var medlem av centralkommittén från 1959.